# Сен Жан (крепост)
Сен Жан (на френски: Fort Saint-Jean) е крепост в Марсилия, Франция.
Откъм старото пристанище на Марсилия могат да се видят двете защитни крепости – Сен Жан и Сен Никола. Крепостта Свети Йоан е защитавала града от север. Тя е построена през XIII в. от рицарите на ордена Свети Йоан.
Сегашния си вид крепостта придобива през 1660 г. по времето на Луи XIV. Тогава е построено и второто защитно съоръжение – Сен Никола.